# Rocca di Vogogna
La rocca di Vogogna è una torre medievale che si trova in località Genestredo nel comune di Vogogna, in Piemonte. Fu una delle tante torri di vedetta sparse in Val d'Ossola per segnalare in modo efficiente l'avanzata di possibili nemici. Il toponimo può dar luogo a confusione: infatti, la rocca fu solo una torre sottoposta al governo del feudo dei signori facenti capo al vero castello di Vogogna, posto più a valle: mentre quest'ultimo si è conservato fino a noi praticamente integro, questa torre fu soggetta ad un progressivo abbandono che la rende oggi un rudere. La rocca si trova all'interno del Parco nazionale della Val Grande.

## Storia
Non si hanno notizie certe circa la costruzione dell'edificio. Quattro sono le ipotesi principali: fondata in epoca romana (V secolo d.C.), in epoca romanica, all'epoca dell'invasione dei Borgognoni (850 d.C.) oppure direttamente da Agilulfo in epoca Longobarda.
Quello che risulta certo è che nel 1348, insieme al castello di Vogogna fatto ristrutturare da Giovanni Visconti, diventa una roccaforte.
Venne distrutta nel XVI secolo a seguito di un'invasione di Vallesani.,